# Northlane
Northlane est un groupe de metalcore australien, originaire de Sydney. Formé en 2009, le groupe est composé, en 2014, de Marcus Bridge au chant, de Jon Deiley à la guitare, de Josh Smith à la guitare rythmique et de Nic Pettersen à la batterie.

## Biographie

### Débuts etDiscoveries(2009-2012)
Northlane est formé en 2009 comme groupe de metalcore dans la banlieue ouest de Sydney par Jon Deiley à la guitare solo, Brendan Derby à la batterie et aux percussions, Adrian Fitipaldes au chant, Alex Milovic à la basse et Josh Smith à la guitare rythmique,. Leur nom s'inspire de la chanson North Lane du groupe de metalcore britannique Architects,. En 2013, Fitipaldes explique que leur formation s'est effectué par Internet lorsque Deiley et Milovic se sont tous les deux contactés pour composer ensemble une chanson. Il explique également qu'après les compositions, ils se mettaient à recruter.
Leur premier EP six titres, Hollow Existence, est publié en janvier 2010 ; il est généralement bien accueilli. All Shall Perish de Kill Your Stereo loue leur « talent admirable et mature, une qualité vitale qui n'existe quasiment plus au sein des groupes australiens. » Mark A de Sputnikmusic explique : « On peut certainement dire que c'est un premier essai [...]. Les breakdowns sont clairement utilisés sur tout l'EP six titres, ponctué par des morceaux de guitare claire. » Northlane tourne en Australie en soutien à l'album, et « se fait une réputation de groupe scénique jouant sans répit. »
À la fin de 2011, le groupe signe au label UNFD, auquel ils publient leur premier album studio, Discoveries, en novembre la même année . Il atteint  le top 100 de l'ARIA Albums Chart en se classant No. 49 du ARIA Digital Albums chart et No. 1 du ARIA Hitseekers Albums chart. L'album est suivi par une tournée Discoveries en Australie, et de tournées avec August Burns Red et House Vs Hurricane.
En septembre 2012, le groupe tourne au Canada avec Counterparts et Stray from the Path. À la fin de la tournée, ils partent à New York enregistrer leur nouvel album avec Will Putney. En décembre 2012, le groupe participe avec Parkway Drive à leur tournée Atlas en Australie.

### Singularityet départ d'Adrian Fitipaldes (2013–2014)

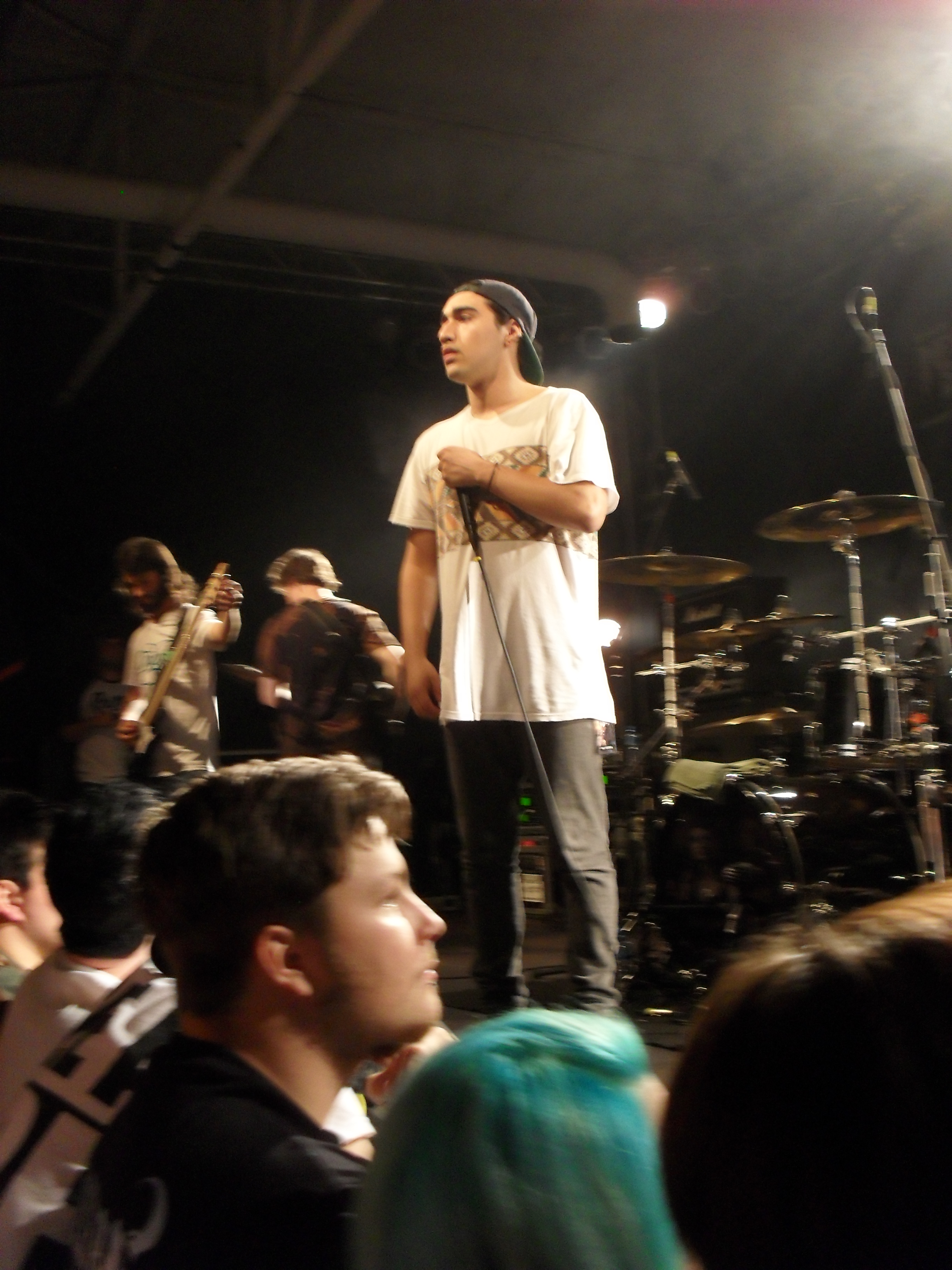
Adrian Fitipaldes, chanteur et fondateur du groupe, quitte Northlane à la fin de 2014.

En janvier 2013, le groupe termine une tournée en Australie avec In Hearts Wake et Endless Heights, en soutien à leur nouveau single Worldeater. Ils jouent aussi à Adélaïde à The Cavern. Dans quelques concerts, le groupe joue Masquerade. Northlane joue au festival Soundwave et au Pushover 2013 avec notamment Thy Art Is Murder, The Amity Affliction et In Hearts Wake. Un clip de la chanson Quantum Flux, issue de Singularity, est publié le 22 février 2013. Il atteint la 14e place des ARIA Charts dans la semaine du 4 mars 2013. Le 22 mars 2013, Northlane publie son deuxième album studio, Singularity, qui débute troisième de l'ARIA Albums Chart. Il est aussi classé premier des classements australiens d'iTunes. Il est nommé d'un J Award dans la catégorie « album de l'année » par Triple J. La tournée Singularity en Australie fait participer Structures, Stray from the Path et Statues. En août, ils jouent avec Karnivool en Australie.
Northlane effectue sa première tournée américaine en novembre 2013, avec Veil of Maya et Structures. En janvier 2014, ils jouent au festival Big Day Out, avant de tourner aux États-Unis avec Bring Me the Horizon, Of Mice and Men et Issues à la tournée American Dream. En mars et avril, ils jouent en soutien à Architects lors d'une tournée de 39 dates en Europe et au Royaume-Uni. Northlane annonce son propre festival appelé Free Your Mind, dont la première tournée prend place en mai 2014 en Australie. Northlane joue en tête d'affiche au festival avec Thy Art Is Murder, Veil of Maya, Volumes et Make Them Suffer. Northlane apparait sur la couverture du Blunt Magazine en avril. C'est après cette tournée que Northlane deviennent activistes et soutiennent des œuvres caritatives telles que The Smith Family.
En septembre 2014, le chanteur et fondateur Adrian Fitipaldes annonce son départ du groupe. Northlane annonce sur Facebook que son état de santé était le catalyseur de ce départ,. Northlane annonce aussi qu'il acceptera des vidéos pour auditionner un nouveau chanteur,,,.

### Arrivée de Marcus Bridge etNode(2014–2016)
Le 14 octobre 2014, Northlane annonce un nouveau chanteur. Deux jours plus tard, ils annoncent le tournage de la vidéo d'une nouvelle chanson intitulée Rot. la chanson est produite par Will Putney à Sydney peu après son écriture. Décrivant le nouveau single comme « l'une des chansons les plus agressives de Northlane en date », le groupe publie la chanson le 20 novembre et dévoile l'identité de son nouveau chanteur, Marcus Bridge.
Leur troisième album studio, Node, est publié le 24 juillet 2015, avec Will Putney à la production, qui atteint la première place des classements locaux,. Smith explique que Node comprend « beaucoup plus d'ambiance et des sections rythmiques » avec « plus de profondeur et de dynamisme » et possiblement plus de chant clair. En 2015, le groupe espère jouer en Nouvelle-Zélande, en Asie du Sud-Est, au Portugal et, en été, en Allemagne. Il espère aussi tourner en tête d'affiche au Royaume-Uni, après y avoir joué au Download Festival. À l'ARIA Music Awards de 2015, Node remporte la catégorie de « meilleur album de hard rock ou heavy metal »,,,.

### Equinox(depuis 2016)
Le 19 avril 2016, le groupe annonce avoir collaboré avec In Hearts Wake sur un projet appelé Equinox. Il est enregistré à Sydney avec le producteur Will Putney. L'EP comprend trois chansons Refuge, Equinox et Hologram, et est publié le 20 avril, avec UNFD. Le groupe annonce ensuite une tournée Equinox avec In Hearts Wake et Hands Like Houses.

### Départ de Alex Milovic (2018)
Le 6 septembre 2018, le groupe annonce le départ du bassiste Alex Milovic, pour des raisons personnelles.
Il est remplacé par Brendon Padjasek (auparavant dans Structures), qui s'occupera en plus des chants secondaires.

## Membres

### Membres actuels
- Jon Deiley - guitare (depuis 2009); programmation (depuis 2016) basse (depuis 2021)
- Josh Smith - guitare rythmique (depuis 2009)
- Nic Pettersen - batterie (depuis 2010)
- Marcus Bridge - chant (depuis 2014)

### Anciens membres
- Brendan Derby - batterie (2009)
- Simon Anderson - basse (2009–2011)
- Adrian Fitipaldes - chant (2009–2014)
- Mitchell Collier - batterie, percussions (2010)
- Alex Milovic - basse (2009, 2011-2018)
- Brendon Padjasek - basse (2018-2021)